# Петров, Константин Михайлович
Константи́н Миха́йлович Петро́в (1836—1898) — историк, краевед, собиратель фольклора Олонецкой губернии, основоположник исторической библиографии Олонецкого края.

## Биография
Окончил Олонецкую губернскую гимназию в 1855 г.
С 1855 по 1860 г. — преподаватель Вытегорского уездного училища. С 1860 г. — учитель Петрозаводского уездного училища.
С 1861 г. — преподаватель русского языка и истории, а также делопроизводитель совета Мариинской женской гимназии Петрозаводска. Учитель русского языка и письмоводитель Олонецкой губернской мужской гимназии. Памятные книжки Олонецкой губернии на 1864—1869 гг.
С июля 1874 г. — инспектор народных училищ 2-го округа Олонецкой губернии в Вытегре.
C 1862 г. член Олонецкого губернского статистического комитета.
С августа 1886 г. — в отставке в чине статского советника, жил в С.-Петербурге.
Впервые опубликовал Писцовую книгу Обонежской пятины, Заонежской половины Олонецкого Рождественского погоста, датировав её 1646 или 1651 г.
В журнале «Учитель» (1863, № 5, 8, 15, 16, 27) были опубликованы образцы детского фольклора, собранного К. М. Петровым (перепечатаны Олонецкими губернскими ведомостями (1897, № 70, 74, 77).
Заметки и статьи Константина Михайловича Петрова публиковались в «Памятных книжках Олонецкой губернии», «Журнале Министерства народного просвещения», «Русском архиве», «Северном вестнике», «Сыне Отечества», «Учителе», «Русском дневнике».
Составил первый в Олонецкой губернии краеведческий учебник — «Краткое описание Олонецкой губернии: (Родиноведение)».
Был соавтором «Указателя к Олонецким губернским ведомостям» за 1838—1870, 1871—1875, 1876—1880 гг..

## Сочинения
- Петров, К. М. Список местных слов Олонецкого края, не вошедших в Областной словарь Академии Наук // Олонецкие губернские ведомости. 1856. № 24. С. 76 – 77; 25. №79 – 80.
- Петров  К.  М.  Народные предания Олонецкой губернии» // Олонецкие губернские ведомости. 1860, № 1, 2, 27, 28; 1863, № 50
- Петров  К.  М.  Материалы по этнографии // Олонецкие губернские ведомости. 1861  № 11–12, 28
- Петров К. М. Уличные мальчишки // Олонецкие губернские ведомости. 1862. № 1.
- Петров К. М. Сборное воскресенье // Олонецкие губернские ведомости. 1862. № 9.
- Петров К. От Петрозаводска до Вытегры // Олонецкие губернские ведомости. 1862. № 41. С. 102 – 103; № 42. С. 105 – 106; № 43. С. 108; № 44. С. 113; № 45. С. 117 – 118.
- Петров  К.  М. Повенецкие корелы: их домашний и общественный быт, поверья и предания. Болезни простого народа // Олонецкие губернские ведомости. 1863, № 13, 14, 15, 16, 29, 48–49 Петров  К.  М. Загадки Олонецкой губернии // Олонецкие губернские ведомости 1863, № 6
- Петров К. Болезни простого народа // Олонецкие губернские ведомости. 1863. № 48. С. 183 - 185; № 49. С. 187 - 189.
- Петров К. Шаменичи // Олонецкие губернские ведомости. 1863. № 11. С. 35 - 36; № 12. С. 39 - 40.
- Народные предания в Олонецкой губернии (чудь, паны и язычники) // Олонецкие губернские ведомости. 1863. № 50. С. 192.
- Петров  К.  М. Заплачки и причитания // Олонецкие губернские ведомости. 1863, № 3–4
- Петров  К.  М. Похоронки и поминки // Олонецкие губернские ведомости. 1863, № 16
- Петров К. Несколько загадок, записанных в г. Вытегре // Олонецкие губернские ведомости. 1863. № 6. С. 19 - 20.
- Петров  К.  М. Присловья в Олонецкой губернии // Олонецкие губернские ведомости. 1863, № 33
- Вытегор <Петров К. М.>. Упраздненная Лужандозерская пустынь // Олонецкие губернские ведомости. 1866. № 12. С. 223 – 225; № 13. 245 – 246; № 14. С. 338 – 339; № 21. С. 355 – 356.
- Петров, К. М. История Олонецкой дирекции до 1808 года К. Петрова / К. М. Петров. – [СПб. : б. и., 1866]. – 66 с.
- Петров К. Составители писцовых книг обонежской пятины // Олонецкие губернские ведомости. 1867. № 12. С. 194 – 195.
- Петров  К.  М. Олонецкие бытовые песни // Олонецкие губернские ведомости. 1867, № 31
- Петров К.М. Олонецкие карелы. – Петрозаводск, 1867
- Петров К.М. Учебные заведения ведомства народного просвещения в Олонецкой губернии в 1866-1867 гг. // Памятная книжка Олонецкой губернии на 1868-1869 гг. Петрозаводск. 1868 - с. 139-151.
- Петров К. Старинные кресты // Олонецкие губернские ведомости. 1868. № 32. С. 528.
- Петров  К.  М. Город Вытегра // Олонецкие губернские ведомости. 1868. № 15. С. 238 - 241.
- Петров  К.  М.  Указатель  к  историческим  актам  Олонецкой  губернии,  напечатанным  в  изданиях  Археографических  комиссий  (Акты  исторические,  Дополнения  к  актам  историческим)  /  К.  М.  Петров.  —  Петрозаводск, 1868. — 26 с.
- Петров К. Дополнение к хронологическому списку управителей г. Каргополя // Олонецкие губернские ведомости. 1869. № 33. С. 315.
- Памятная книжка Олонецкой губернии на 1868–69 год : (год пятый) / Издательство Олонецкого губернского статкомитета – Петрозаводск : Губернская типография, 1869. – 31, 199, 219, 68 с. – Из содержания: Учебные заведения, ведомства Министерства народного просвещения, в Олонецкой губернии в 1866 и 1867 годах : (доставлено от члена губстакомитета учителя Олонецкой гимназии К. М. Петрова). – С. 104–115.
- Петров, К. М.  Театр в Петрозаводске в 1809 г. / сообщено К. М. Петровым // Русский архив : историко-литературный сборник. - Москва, 1871. - С. 954 - 959
- Петров  К.  М.  Указатель  к  историческим  актам  Олонецкой  губернии,  опубликованным  в  изданиях:  «История  государства  Российского»  Н.  Карамзина;  «История  России  с  древнейших  времен»  С.  Соловьева;  «Деяния  Петра  Великого  —  мудрого  преобразователя  России»  И.  Голикова;  «История  царствования  Петра  Великого»  Н.  Устрялова  /  К. М. Петров. — Петрозаводск, 1869.
- Петров К. Монастыри Олонецкой епархии // Олонецкие губернские ведомости. 1871. № 14. С. 182.
- Отчет о состоянии Олонецкой гимназии за 1872/3 учебный год: С присоединением краткого исторического очерка существования гимназии / Сост. Елецким, Петровым. – Петрозаводск: Губернская типография, 1873.
- Петров, К. М. Олонецкая гимназия с 1808 по 1831 год. Материалы для истории учеб. заведений Министерства народного просвещения К. Петрова. – СПб. : Тип. В. С. Балашева, 1874. – 22 с.
- Петров, К. М. Краткое описание Олонецкой губернии / составитель Константин Петров, инспектор нар. училищ Олонецкой губернии 2-го района. – Петрозаводск: Губернская типография, 1881. – 34 с.
- Петров  К.  М. Рахта Рагнозерский и Микула Селянинович // Олонецкие губернские ведомости. 1875, № 81
- Петров К. Деревянное // Олонецкие губернские ведомости. 1883. № 63. С. 646.
- Петров  К.  М.  Материалы  для  изучения  флоры  и  фауны  Олонецкой губернии / К. М. Петров // ОГВ. — 1886. — No 88. — С. 773—774